# Alpes de l'Ötztal
Les Alpes de l'Ötztal (en allemand : Ötztaler Alpen) ou Alpes vénostes (en italien : Alpi Venoste) sont un massif des Alpes orientales centrales. Elles s'élèvent entre l'Autriche (Tyrol) et l'Italie (province autonome de Bolzano), sur la rive gauche de l'Ötztal, une vallée latérale de l'Inn au sud-ouest d'Innsbruck. La ligne de crêtes formée par le massif délimite les bassins hydrographiques allant vers la mer Noire (Inn et Danube) et vers l'Adriatique (Adige : val vénoste), et aussi la frontière entre Tyrol et Italie. Le versant nord est d'ailleurs riche en importants glaciers.
Elles appartiennent aux Alpes atésines.
Le Wildspitze est le point culminant du massif.
En septembre 1991, Ötzi fut trouvé au Hauslabjoch entre la Fineilspitze et le Similaun.

## Géographie

### Situation
Le col de Resia termine le massif à l'ouest, face à la chaîne de Sesvenna et le Timmelsjoch le sépare des Alpes de Stubai à l'est.
Pour le reste, il est entouré des Alpes de Lechtal au nord-ouest, du Wetterstein au nord, des Alpes de Sarntal au sud-est, du massif de l'Ortles au sud et du massif de Samnaun à l'ouest.

### Sommets principaux

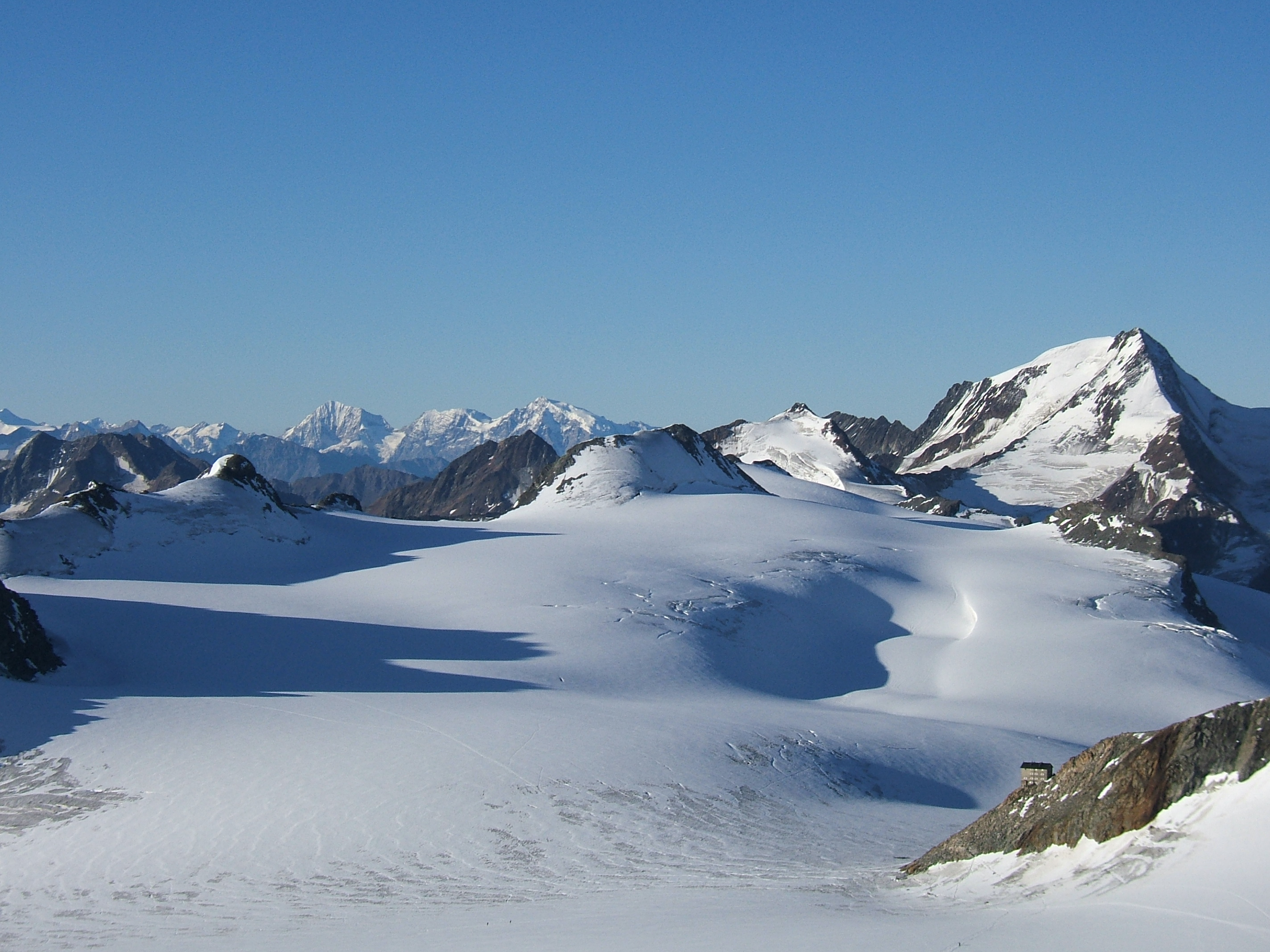
Paysage de l'Ötzal.

- La localisation du massif
- La Wildspitze
- Le Weisskugel
- Le Hintere Schwärze

| Sommet                  | Altitude (mètres) |
| ----------------------- | ----------------- |
| Wildspitze              | 3768              |
| Weisskugel              | 3738              |
| Hintere Schwärze        | 3624              |
| Hinterer Brochkogel     | 3623              |
| Similaun                | 3599              |
| Innerer Bärenbartkogel  | 3557              |
| Ötztaler Urkund         | 3554              |
| Östliche Marzellspitze  | 3550              |
| Ramolkogel              | 3549              |
| Schalfkogel             | 3537              |
| Hochvernagtspitze       | 3535              |
| Mittlere Marzellspitze  | 3532              |
| Watzespitze             | 3532              |
| Westliche Marzellspitze | 3529              |
| Langtauferer Spitze     | 3528              |
| Mutmalspitze            | 3522              |
| Fineilspitze            | 3514              |
| Weissseespitze          | 3498              |
| Fluchtkogel             | 3494              |
| Firmisanschneide        | 3490              |
| Hochwilde               | 3480              |
| Karlesspitze            | 3462              |
| Kreuzspitze             | 3455              |
| Vordere Ölgrubenspitze  | 3452              |
| Pfasserspitze           | 3444              |
| Hinterer Brunnenkogel   | 3438              |
| Hochvernaglwand         | 3433              |
| Sexegertenspitze        | 3424              |
| Spiegelkogel            | 3424              |
| Glockturm               | 3353              |

### Autres sommets
- Rostizkogel 3 394 m
- Rötenspitze 3 393 m
- Eiskastenspitze 3 371 m
- Rofelewand 3 353 m
- Puitkogel 3 343 m
- Roteck (de) 3 337 m
- Hintergraslspitzen 3 325 m
- Löcherkogel 3 324 m
- Granatenkogel (de) 3 318 m
- Texelspitze (de) 3 318 m
- Manigenbachkogel 3 314 m
- Stockkogel 3 276 m
- Im hintern Eis 3 270 m
- Lodner (de) 3 268 m
- K2 3 253 m
- Wassertalkogel (de) 3 252 m
- Zirmeggenkogel 3 229 m
- Wurmtaler Kopf 3 225 m
- Gschrappkogel 3 197 m
- Ampferkogel (de) 3 183 m
- Nederkogel (de) 3 163 m
- Mittagskogel 3 159 m
- Gamezkogel 3 126 m
- Gebhardspitze 3 118 m
- Schermerspitze 3 116 m
- Kirchenkogel 3 113 m
- Luibiskogel 3 110 m
- Innerer Grieskogel 3 107 m
- Reiserkogel (de) 3 082 m
- Wurmkogel 3 082 m
- Hundstalkogel 3 080 m
- Fundusfeiler 3 079 m
- Seekarköpfe 3 060 m
- Königskogel 3 050 m
- Geislacher Kogel 3 050 m
- Nauderer Hennesiglspitze 3 042 m
- Wildes Mannle 3 023 m
- Wildnörderer 3 011 m
- Grubenkarspitze 3 000 m
- Wildgrat 2 971 m
- Aherkogel 2 803 m
- Hohe Aifner Spitze 2 779 m
- Brandkogel 2 676 m
- Venet 2 512 m
- Hochwaidkopf 2 415 m

### Cols principaux
| Col              | Emplacement                      | Type  | Altitude (mètres) | Altitude (mètres) |
| ---------------- | -------------------------------- | ----- | ----------------- | ----------------- |
| Gepatschjoch     | de Sölden vers Kaunertal         | névé  | 3243              |                   |
| Ramoljoch        | de Sölden vers Gurgl             | névé  | 3194              |                   |
| Langtaufererjoch | de Sölden vers col de Resia      | névé  | 3167              |                   |
| Gurgler Eisjoch  | de Gurgl vers Senales            | névé  | 3137              |                   |
| Langthalerjoch   | Gurgl vers Pfelders-Plan         | névé  | 3058              |                   |
| Niederjoch       | Vent vers Schnals                | névé  | 3017              |                   |
| Pitztalerjöchl   | Mittelberg (Pitztal) vers Sölden | névé  | 2995              |                   |
| Eisjöchl am Bild | Pfelders vers Schnals            | névé  | 2908              |                   |
| Venter Hochjoch  | Vent vers Kurzras-Corteraso      | névé  | 2885              |                   |
| col du Rombo     | Sölden vers Merano               | route | 2491              |                   |
| col de Resia     | Landeck vers Meran               | route | 1507              |                   |

## Activités

### Stations de sports d'hiver
- Curon Venosta
- Jerzens
- Laces
- Lagundo
- Moso in Passiria
- Nauders
- Parcines
- Sankt Leonhard im Pitztal
- Senales
- Sölden
- Tirolo